# Bellveret

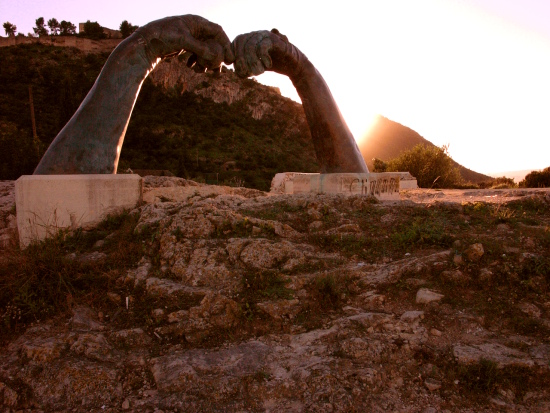
Mirador del Bellveret, obra de Manuel Boix dedicada a la pilota valenciana

El Bellveret és un mirador natural de la serra Vernissa a la costa del castell de Xàtiva, situat per sobre de la nova ciutat de Xàtiva des d'on ofereix una vista privilegiada del castell, la ciutat, la seua horta i les esglésies de Sant Feliu i Sant Josep.